# Melanophilharmostes ashantii
Melanophilharmostes ashantii är en skalbaggsart som beskrevs av Renaud Maurice Adrien Paulian 1974. Melanophilharmostes ashantii ingår i släktet Melanophilharmostes och familjen Hybosoridae. Inga underarter finns listade i Catalogue of Life.